# Gistads församling
Gistads församling var en församling i Linköpings stift inom Svenska kyrkan i Linköpings kommun i Östergötlands län. Församlingen uppgick 2009 i Åkerbo församling.
Församlingskyrka var Gistads kyrka

## Administrativ historik

Gistad församlings vapen.

Församlingen har medeltida ursprung.
Församlingen utgjorde till 1534 ett eget pastorat för att därefter till 1541 vara annexförsamling i pastoratet Askeby och Gistad, för att därefter till 1 maj 1932 åter utgöra ett eget pastorat. Från 1 maj 1932 till 1962 var församlingen annexförsamling i pastoratet Törnevalla, Östra Skrukeby, Lillkyrka och Gistad. Från 1962 var den annexförsamling i pastoratet Rystad, Östra Harg, Törnevalla, Östra Skrukeby, Lillkyrka och Gistad som 1978 utökades med Vårdsbergs församling. Från 2006 var sedan församlingen annexförsamling i Åkerbo pastorat Församlingen uppgick 2009 i Åkerbo församling.
Församlingskod var 058028.

## Kyrkoherdar
| Ämbetstid | Namn                                | Levnadstid | Övrigt                                     |
| --------- | ----------------------------------- | ---------- | ------------------------------------------ |
| 1375–1382 | Stenarus Gotscalki                  |            |                                            |
| 1386–1400 | Jon                                 |            |                                            |
| 1402      | Johannes Germundsson                |            |                                            |
| 1503–1522 | Henricus                            | –1522      |                                            |
| 1523      | Vilhelmus                           |            |                                            |
| 1534      | Anders Petri Jegere (Jägare)        |            | Senare kyrkoherde i Askeby församling.     |
| 1579–1581 | Matthias Erici                      |            |                                            |
| 1582      | Olaus Laurentii                     |            |                                            |
| 1639      | Laurentius Gotscalki Gothus         | –1639      |                                            |
| 1641–1673 | Nicolans Laurentii Winnerstadiensis | 1600–1673  |                                            |
| 1674–1681 | Andreas Rozelius                    | 1635–1681  |                                            |
| 1683–1700 | Magnus Bellnerus                    | 1634–1700  |                                            |
| 1702–1730 | Martinus Bangelius                  | 1666–1730  |                                            |
| 1731–1733 | Simon Lundmark                      | 1692–1733  |                                            |
| 1734–1745 | Petrus Broms                        | 1693–1749  | Senare kyrkoherde i Östra Ryds församling. |
| 1745–1757 | Israel Lindell                      | 1703–1757  |                                            |
| 1759–1783 | Olof Wigius                         | 1705–1783  |                                            |
| 1783–1826 | Jonas Fredric Carlström             | 1745–1826  | Kyrkoherde, prost och kontraktsprost.      |
| 1826–1839 | Lars Gustaf Könsberg                | 1786–1854  | Senare kyrkoherde i Nykils församling.     |
| 1839–1864 | Sven Toll                           | 1788–1864  |                                            |
| 1867–1878 | Petrus Hellvik                      | 1805–1878  | Kyrkoherde och kontraktsprost.             |
| 1880–1895 | Klas Johan Cnattingius              | 1829–1895  |                                            |
| 1898–     | Jonas Efraim Rydqvist               | 1861–      |                                            |

## Klockare och organister[4]
| Ämbetstid | Namn                       | Levnadstid | Övrigt                |
| --------- | -------------------------- | ---------- | --------------------- |
| –1709     | Jon Andersson              | –1709      | Klockare              |
| 1733–1740 | Johan Jönsson              |            | Klockare              |
| 1736–     | Jan Jansson                |            | Organist              |
| 1740–1760 | Johan Andersson            | 1711–1760  | Klockare och organist |
| 1760–1816 | Magnus Waerling            | 1737–1816  | Klockare och organist |
| 1819–1833 | Anders Wärling             | 1767–1833  | Klockare och organist |
| 1834–1851 | Lorentz Peter Löfgren      | 1813–1851  | Klockare och organist |
| 1851–1895 | Carl Iwarsson              | –1895      | Klockare och organist |
| 1895–1908 | Anders August Ander        | 1853–1938  | Klockare och organist |
| 1909–1923 | Claes Billstam             | 1883–      | Klockare och organist |
| 1923–1924 | Axel SÖderbäck             |            | Klockare och organist |
| 1924–1932 | Axel Andersson             | 1895–1932  | Klockare och organist |
| 1932–1933 | Nils Johansson (Hemgård)   | 1899–      | Klockare och organist |
| 1934      | Nils Göransson             |            | Klockare och organist |
| 1934–1942 | Gunnar Carlsson (Hakegård) | 1899–      | Klockare och organist |
| 1942–1946 | Wilhelm Strand             | 1906–      | Klockare och organist |
| 1947–1959 | Bengt Olof Örtegren        | 1918–      | Klockare och organist |